# VW Jetta VI
| Sonstige Messwerte                   |
| Sterne im Euro-NCAP-Crashtest (2011) |

Der Volkswagen Jetta VI ist ein Fahrzeugmodell des Wolfsburger Automobilherstellers Volkswagen in der Kompaktklasse. Er stellt die sechste Generation des Jetta dar und wurde am 15. Juni 2010 auf dem Times Square in New York erstmals der Öffentlichkeit präsentiert. Die Markteinführung in Europa erfolgte im Januar 2011.
Für den Markt der Volksrepublik China wird diese Generation in den Volkswagen-Werken Anting, Changchun und Chengdu gebaut. Da dort auch noch die zweite Generation des Jetta in überarbeiteter Form als Jetta Pionier vermarktet wird, werden für die zeitgenössischeren Generationen andere Modellbezeichnungen verwendet. So wird dieses Modell von FAW-Volkswagen als VW Sagitar vermarktet. Bei Shanghai Volkswagen wird er dagegen als VW Lavida produziert. In Argentinien ist die sechste Generation wie bisher als VW Vento im Handel, so wie auch die dritte in Europa hieß. In der argentinischen Umgangssprache bedeutet Jetta in der Aussprache Pech. Daneben wird dort der vom Golf Variant abgeleitete Vento Variant angeboten.
Der Nachfolger Jetta VII wurde im Januar 2018 auf der North American International Auto Show vorgestellt.

## Überblick
Die Stufenheck-Karosserie der sechsten Generation des Jetta ist neun Zentimeter länger und 2,3 Zentimeter höher als das Vorgängermodell Jetta V. Durch den um sieben Zentimeter verlängerten Radstand haben Passagiere auf der Rückbank mehr Beinfreiheit.
Anders als bei den Vorgängern wurde die Karosserie eigenständig gestaltet und teilt sich keine Bauteile mehr mit dem technisch eng verwandten Golf VI. Der Jetta VI ähnelt außen und innen stark der Studie New Compact Coupé, die VW im Januar 2010 auf der NAIAS in Detroit präsentierte.

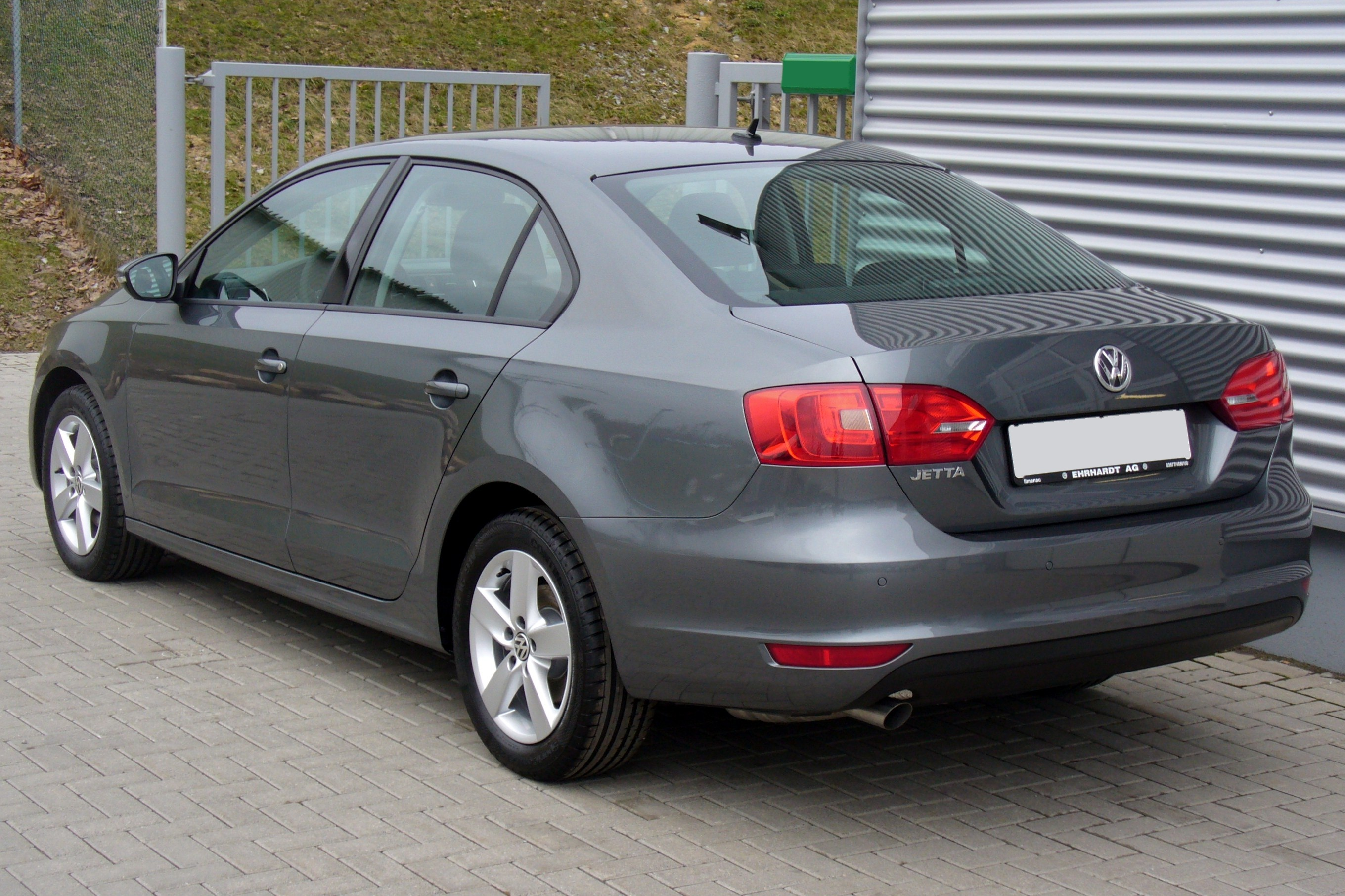
Heckansicht
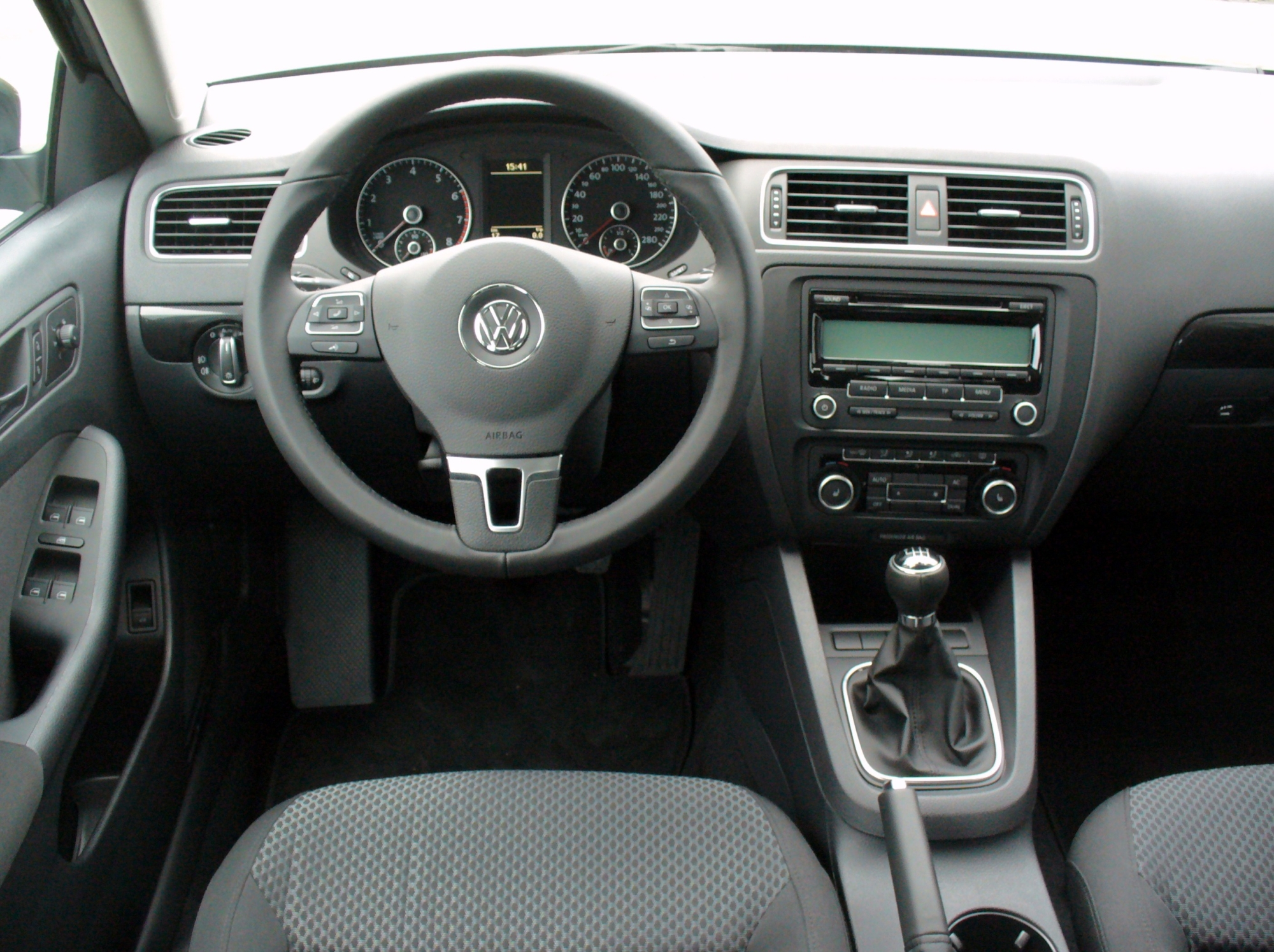
Innenraum

Ab Juli 2013 war neben den bisherigen Ausstattungslinien Trendline, Comfortline und Highline als neue Version der Jetta Hybrid erhältlich. Dieser besitzt einen Lithium-Ionen-Akkumulator mit einem Energiegehalt von 1,1 kWh. Dadurch wird das Kofferraumvolumen reduziert. Zudem unterscheidet sich der Jetta Hybrid in zahlreichen Details wie Kühlergrill, Felgen oder Sitzbezügen von den anderen Versionen.

### Modellpflege
Im September 2014 erfolgte ein leichtes Facelift, welches neben optischen Retuschen außen und innen auch eine Modernisierung der gesamten Motorenpalette (nun nach Schadstoffnorm Euro 6) umfasste. Der 2.0 TSI entfiel und der 1.6 TDI wurde durch einen leicht stärkeren 2.0 TDI ersetzt.
In Deutschland wurde der Jetta seit der Modellpflege nur mehr in einer einzigen Ausstattungsvariante angeboten, die in etwa dem vorherigen Comfortline entspricht. Mitte 2016 wurde der Jetta vom deutschen Markt genommen.
In Österreich wurden ab der Modellpflege weiterhin drei Ausstattungsvarianten angeboten (Trendline, Comfortline und Highline).

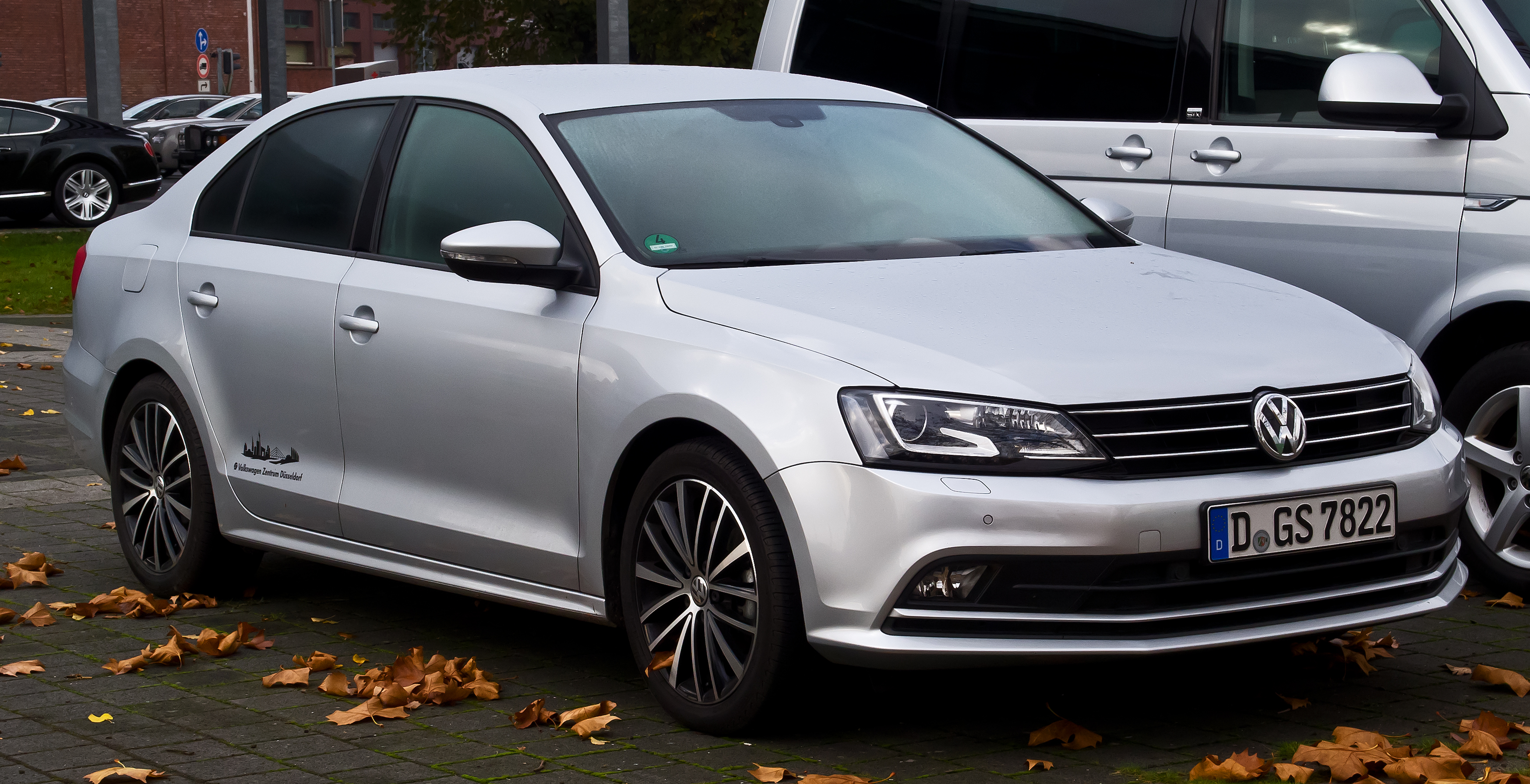
VW Jetta (2014–2018)
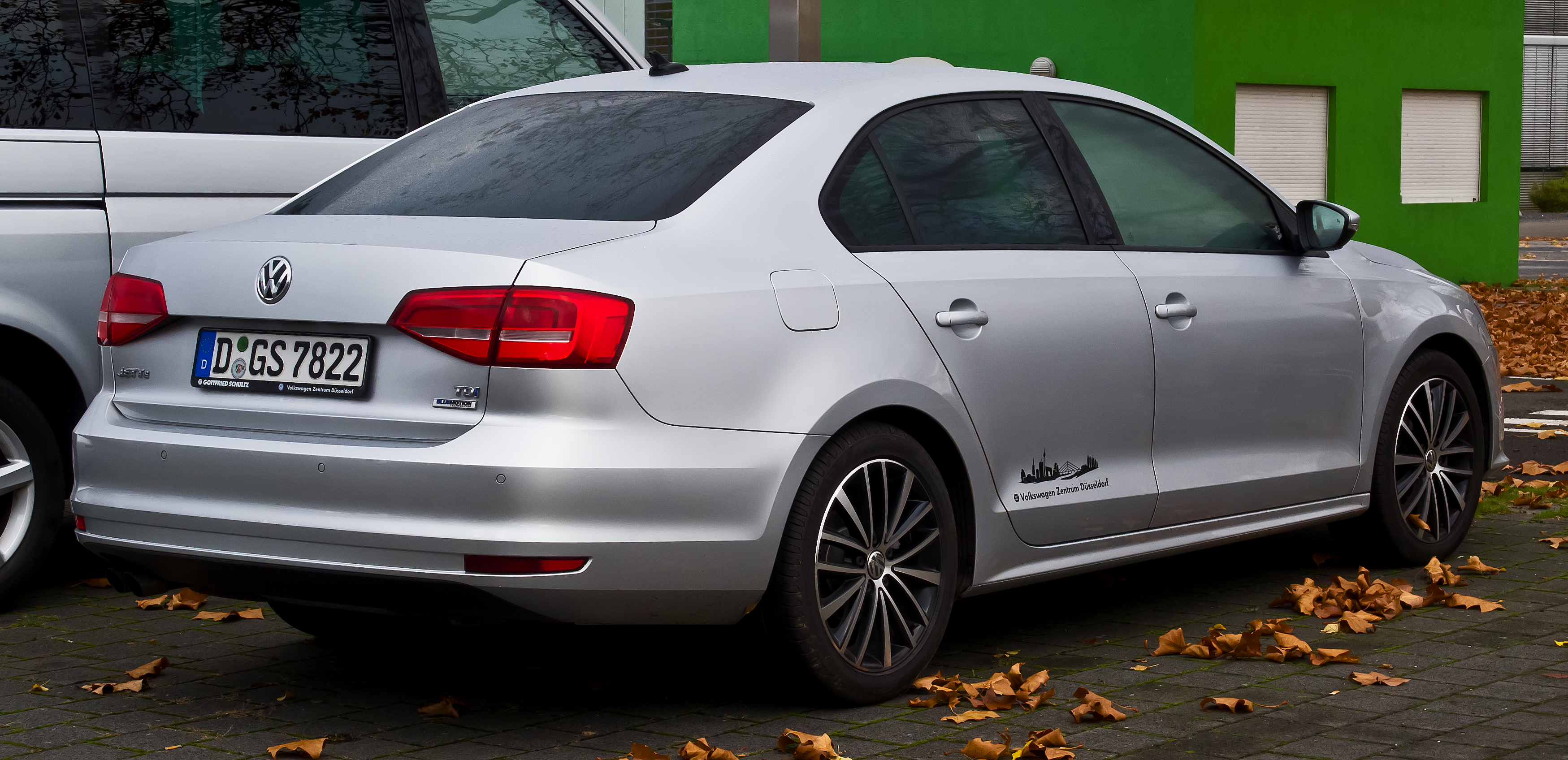
Heckansicht

## Motoren und Technik
Zur Markteinführung 2011 in Europa waren TSI-Ottomotoren von 77 kW (105 PS) bis 147 kW (200 PS) Leistung und zwei Common-Rail-Dieselmotoren mit 77 kW (105 PS) und 103 kW (140 PS) Leistung erhältlich. Alle Motoren erfüllen die Anforderungen der Euro-5-Abgasnorm. Die beiden 77-kW-(105-PS)-Otto- und Dieselmotoren wurden wahlweise mit dem BlueMotion-Technology-Paket angeboten, das durch diverse technische Maßnahmen den Kraftstoffverbrauch der Fahrzeuge senken soll. Außer dem 1,2-Liter-Ottomotor mit 77 kW (105 PS) sind alle Motorisierungen gegen Aufpreis mit einem Doppelkupplungsgetriebe erhältlich.
In Nordamerika wurde bei den Motoren traditionell auf vergleichsweise große Saugmotoren gesetzt. Dort gab es einen 2,0-l-Otto-Motor mit 83 kW (113 PS) (entspricht dem „ABA“-Achtventiler) und einen 2,5-l-Fünfzylinder-Benziner mit 125 kW (170 PS), sowie den 2,0-l-Dieselmotor mit 103 kW (140 PS). Außerdem wurde der 147 kW (200 PS) starke Benziner dort als GLI vermarktet.
Auch beim Fahrwerk gibt es Unterschiede zwischen EU- und US-Modell: Während die Fahrzeuge in Europa durchgehend mit Mehrlenker-Hinterachse mit Einzelradaufhängung und Scheibenbremsen ausgestattet sind, kommt diese Konfiguration beim US-Modell nur bei den höheren Ausstattungslinien SEL und TDI zum Einsatz. Die restlichen Varianten werden mit einer einfacheren Verbundlenkerachse mit Scheibenbremsen vorne und Trommelbremsen hinten ausgerüstet.
Die Preise begannen in den USA bei 15.995 US-Dollar (Umgerechnet etwa 11.430 Euro, Preis ohne Steuern) für die Ausstattungslinie „Jetta S“ mit dem 2,0-l-Vierzylinder mit 83 kW (113 PS) und in Deutschland bei 20.900 Euro für den 1,2-l-TSI-Vierzylinder mit 77 kW (105 PS) in der Ausstattungsvariante „Trendline“.
Im US-NCAP-Crashtest erreichte der Jetta vier von fünf Sternen.

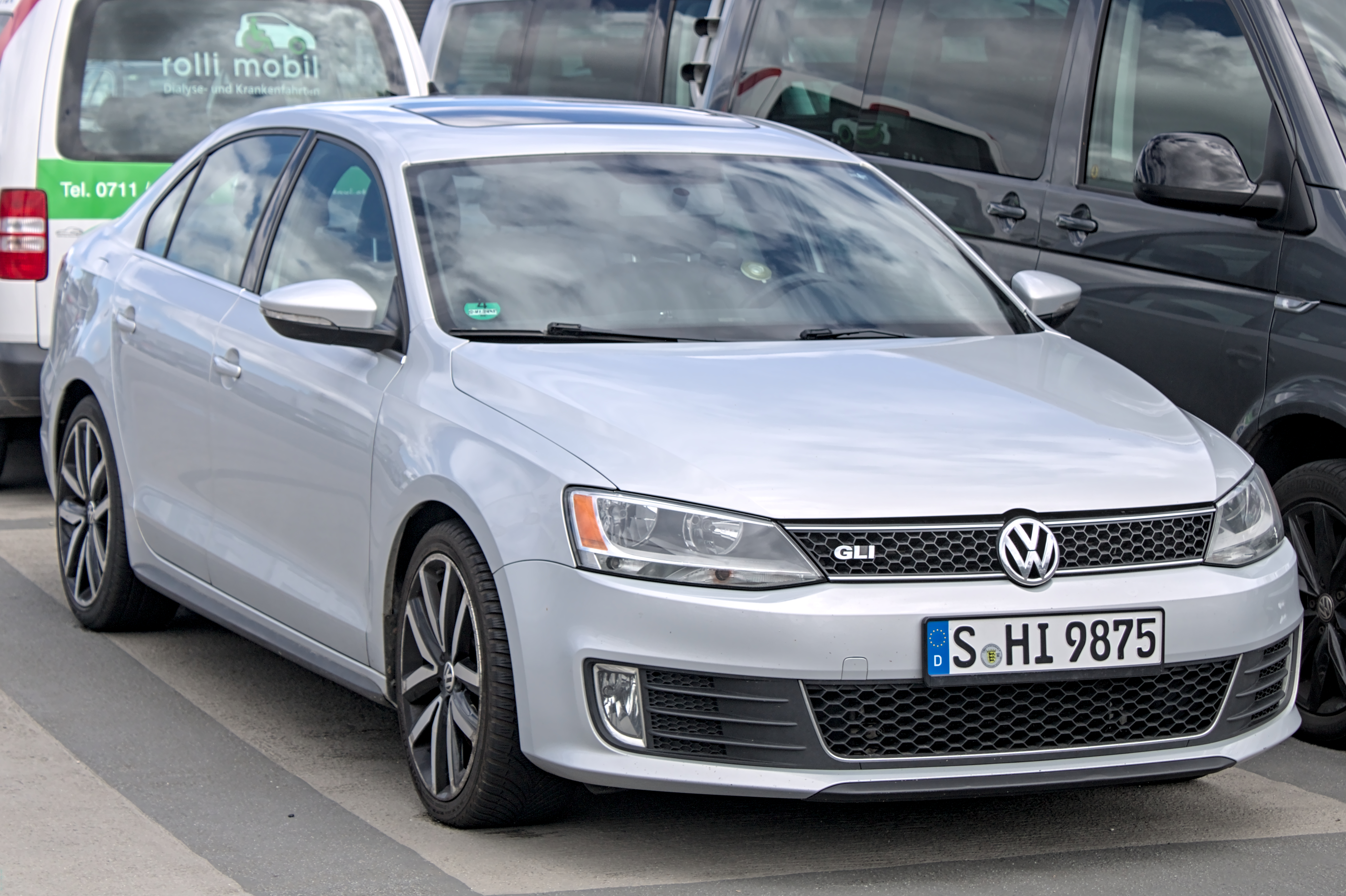
VW Jetta GLI (2011–2016)
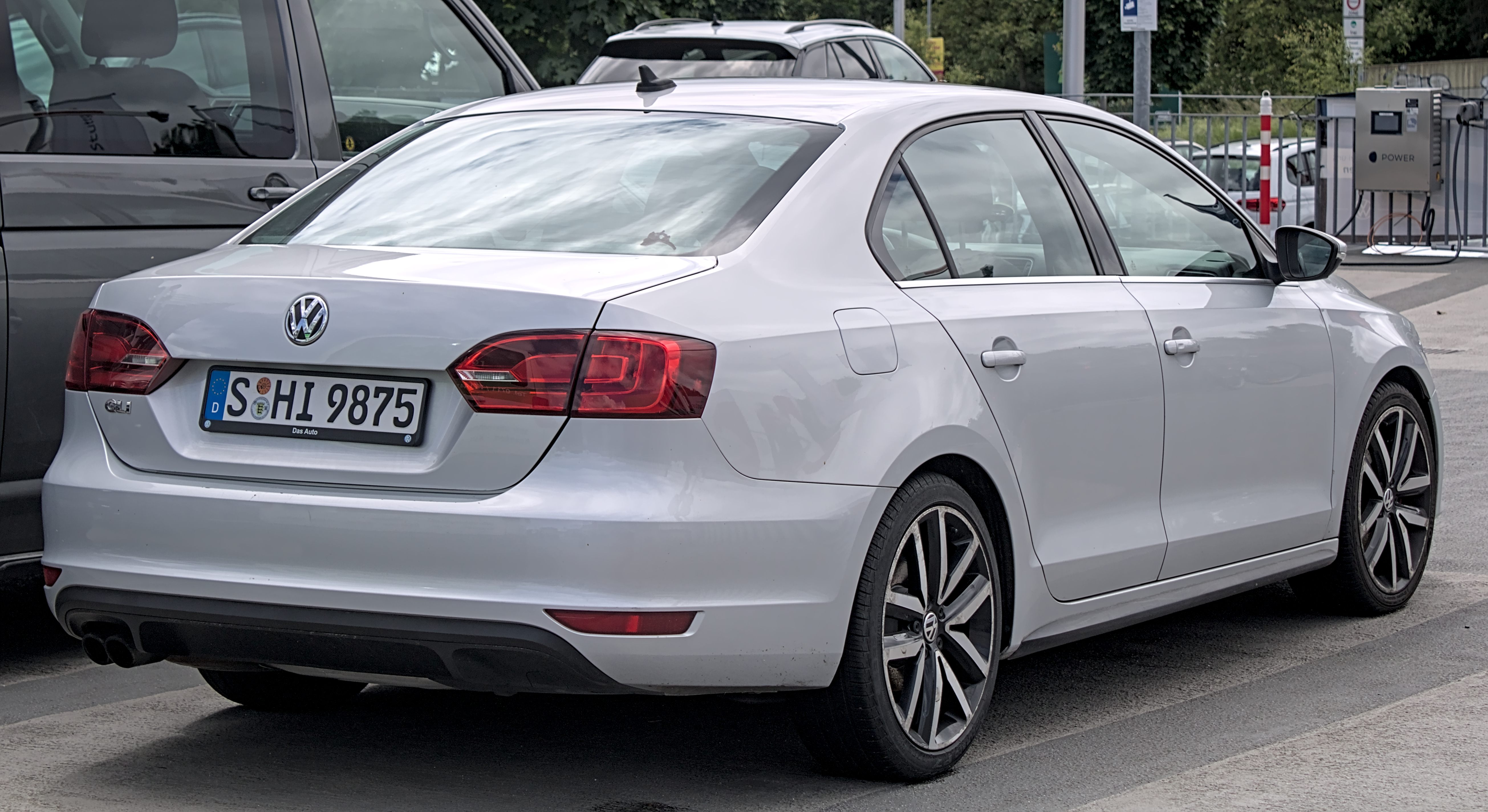
Heckansicht

### Ottomotoren
|                                             | 1.2 TSI                                                           | 1.2 TSI                                                           | 1.4 TSI                                                           | 1.4 TSI                                                           | 1.4 TSI                                                           | 1.4 TSI                                                           | 2.0 MPI (1)                             | 2.0 TSI                                                           | 2.0 TSI                                                           | 2.5 (1)                                 |
| ------------------------------------------- | ----------------------------------------------------------------- | ----------------------------------------------------------------- | ----------------------------------------------------------------- | ----------------------------------------------------------------- | ----------------------------------------------------------------- | ----------------------------------------------------------------- | --------------------------------------- | ----------------------------------------------------------------- | ----------------------------------------------------------------- | --------------------------------------- |
| Bauzeitraum                                 | 11/2010–09/2014                                                   | seit 09/2014 (2)                                                  | 05/2011–09/2014                                                   | seit 09/2014 (2)                                                  | seit 09/2014 (2)                                                  | 11/2010–09/2014                                                   | 07/2010–10/2016                         | 11/2010–05/2013                                                   | 05/2013–09/2014                                                   | seit 07/2010                            |
| Motorbaureihe                               | VW EA111                                                          | VW EA211                                                          | VW EA111                                                          | VW EA211                                                          | VW EA211                                                          | VW EA111                                                          |                                         | VW EA888                                                          | VW EA888                                                          |                                         |
| Motorkennbuchstabe                          | CBZB                                                              | —                                                                 | CAXA,CMSB                                                         | —                                                                 | CAVA,CTHA                                                         | CAVD,CTHD                                                         | CBPA                                    | CCZA                                                              | CPLA                                                              | CCCA,CBTA,CBUA                          |
| Motortyp                                    | Vierzylinder-Ottomotor in Reihen-Bauart, Benzindirekteinspritzung | Vierzylinder-Ottomotor in Reihen-Bauart, Benzindirekteinspritzung | Vierzylinder-Ottomotor in Reihen-Bauart, Benzindirekteinspritzung | Vierzylinder-Ottomotor in Reihen-Bauart, Benzindirekteinspritzung | Vierzylinder-Ottomotor in Reihen-Bauart, Benzindirekteinspritzung | Vierzylinder-Ottomotor in Reihen-Bauart, Benzindirekteinspritzung | Vierzylinder-Ottomotor in Reihen-Bauart | Vierzylinder-Ottomotor in Reihen-Bauart, Benzindirekteinspritzung | Vierzylinder-Ottomotor in Reihen-Bauart, Benzindirekteinspritzung | Fünfzylinder-Ottomotor in Reihen-Bauart |
| Motoraufladung                              | Turbolader                                                        | Turbolader                                                        | Turbolader                                                        | Turbolader                                                        | Turbolader                                                        | Turbolader und Kompressor                                         | —                                       | Turbolader                                                        | Turbolader                                                        | —                                       |
| Hubraum                                     | 1197 cm³                                                          | 1197 cm³                                                          | 1390 cm³                                                          | 1395 cm³                                                          | 1395 cm³                                                          | 1390 cm³                                                          | 1984 cm³                                | 1984 cm³                                                          | 1984 cm³                                                          | 2480 cm³                                |
| max. Leistung bei min−1                     | 77 kW (105 PS)/5000                                               | 77 kW (105 PS)/4500–5500                                          | 90 kW (122 PS)/5000                                               | 92 kW (125 PS)/5000–6000                                          | 110 kW (150 PS)/5000–6000                                         | 118 kW (160 PS)/5800                                              | 83 kW (113 PS)/5200                     | 147 kW (200 PS)/5100–6000                                         | 155 kW (210 PS)/5300–6200                                         | 125 kW (170 PS)/5700                    |
| max. Drehmoment bei min−1                   | 175 Nm/1550–4100                                                  | 175 Nm/1400–4000                                                  | 200 Nm/1500–4000                                                  | 200 Nm/1400–4000                                                  | 250 Nm/1500–3500                                                  | 240 Nm/1500–4500                                                  | 170 Nm/4000                             | 280 Nm/1700–5000                                                  | 280 Nm/1700–5200                                                  | 240 Nm/4250                             |
| Antriebsart, serienmäßig                    | Vorderradantrieb                                                  | Vorderradantrieb                                                  | Vorderradantrieb                                                  | Vorderradantrieb                                                  | Vorderradantrieb                                                  | Vorderradantrieb                                                  | Vorderradantrieb                        | Vorderradantrieb                                                  | Vorderradantrieb                                                  | Vorderradantrieb                        |
| Getriebeart, serienmäßig                    | 6-Gang-Schaltgetriebe                                             | 6-Gang-Schaltgetriebe                                             | 6-Gang-Schaltgetriebe                                             | 6-Gang-Schaltgetriebe                                             | 6-Gang-Schaltgetriebe                                             | 6-Gang-Schaltgetriebe                                             | 5-Gang-Schaltgetriebe                   | 6-Gang-Schaltgetriebe                                             | 6-Gang-Schaltgetriebe                                             | 5-Gang-Schaltgetriebe                   |
| Getriebeart, optional                       | —                                                                 | —                                                                 | 7-Gang-DSG                                                        | 7-Gang-DSG                                                        | 7-Gang-DSG                                                        | 7-Gang-DSG                                                        | 6-Gang-Tiptronic                        | 6-Gang-DSG                                                        | 6-Gang-DSG                                                        | 6-Gang-Tiptronic                        |
| Leergewicht                                 | 1302–1305 kg                                                      | 1309 kg                                                           | 1345–1365 kg                                                      | 1341–1362 kg                                                      | 1347–1364 kg                                                      | 1360–1380 kg                                                      | 1272 kg                                 | 1430–1450 kg                                                      | 1436–1453 kg                                                      | 1381 kg                                 |
| maximale Zuladung                           | 570–573 kg                                                        | 566 kg                                                            | 525–528 kg                                                        | 583–584 kg                                                        | 578–581 kg                                                        | 574–578 kg                                                        | 529 kg                                  | 565 kg                                                            | 559–562 kg                                                        | 485 kg                                  |
| Beschleunigung 0–100 km/h                   | 10,9 s                                                            | 10,7 s                                                            | 9,8 s                                                             | 9,6 s                                                             | 8,6 s                                                             | 8,6 s                                                             | 10,0–11,5 s                             | 7,5 s                                                             | 7,2 s                                                             | 8,5 s                                   |
| Höchstgeschwindigkeit                       | 190 km/h                                                          | 194 km/h                                                          | 202 km/h                                                          | 206 km/h                                                          | 220 km/h                                                          | 221 km/h                                                          | 193 km/h                                | 236–238 km/h                                                      | 241–243 km/h                                                      | 204 km/h                                |
| Kraftstoffverbrauch auf 100 km (kombiniert) | 5,3–5,7 l Super                                                   | 5,1 l Super                                                       | 6,0–6,2 l Super                                                   | 5,2–5,4 l Super                                                   | 5,1–5,3 l Super                                                   | 6,0–6,3 l Super                                                   | 10,2 l Super                            | 7,2–7,7 l Super                                                   | 7,1–7,6 l Super                                                   | 10,2 l Super                            |
| CO2-Emission, kombiniert                    | 123–134 g/km                                                      | 117 g/km                                                          | 138–144 g/km                                                      | 119–125 g/km                                                      | 117–123 g/km                                                      | 139–145 g/km                                                      | —                                       | 167–178 g/km                                                      | 164–175 g/km                                                      |                                         |
| Abgasnorm nach EU-Klassifikation            | Euro 5                                                            | Euro 6                                                            | Euro 5                                                            | Euro 6                                                            | Euro 6                                                            | Euro 5                                                            | —                                       | Euro 5                                                            | Euro 5                                                            | —                                       |

### Dieselmotoren
|                                             | 1.6 TDI DPF                                                        | 2.0 TDI DPF                                                        | 2.0 TDI DPF                                                        | 2.0 TDI DPF                                                        |
| ------------------------------------------- | ------------------------------------------------------------------ | ------------------------------------------------------------------ | ------------------------------------------------------------------ | ------------------------------------------------------------------ |
| Bauzeitraum                                 | 11/2010–09/2014                                                    | seit 09/2014 (2)                                                   | 11/2010–09/2014                                                    | seit 09/2014 (2)                                                   |
| Motorbaureihe                               | VW EA189                                                           | VW EA288                                                           | VW EA189                                                           | VW EA288                                                           |
| Motorkennbuchstabe                          | CAYC                                                               | CLCA                                                               | CFFB,CLCB                                                          | CUUB                                                               |
| Motortyp                                    | Vierzylinder-Dieselmotor in Reihenbauart, Common-Rail-Einspritzung | Vierzylinder-Dieselmotor in Reihenbauart, Common-Rail-Einspritzung | Vierzylinder-Dieselmotor in Reihenbauart, Common-Rail-Einspritzung | Vierzylinder-Dieselmotor in Reihenbauart, Common-Rail-Einspritzung |
| Motoraufladung                              | Turbolader                                                         | Turbolader                                                         | Turbolader                                                         | Turbolader                                                         |
| Hubraum                                     | 1598 cm³                                                           | 1968 cm³                                                           | 1968 cm³                                                           | 1968 cm³                                                           |
| max. Leistung bei min−1                     | 77 kW (105 PS)/4400                                                | 81 kW (110 PS)/3200–4000                                           | 103 kW (140 PS)/4200                                               | 110 kW (150 PS)/3500–4000                                          |
| max. Drehmoment bei min−1                   | 250 Nm/1500–2500                                                   | 250 Nm/1750–3000                                                   | 320 Nm/1750–2500                                                   | 340 Nm/1750–3000                                                   |
| Antriebsart, serienmäßig                    | Vorderradantrieb                                                   | Vorderradantrieb                                                   | Vorderradantrieb                                                   | Vorderradantrieb                                                   |
| Getriebeart, serienmäßig                    | 5-Gang-Schaltgetriebe                                              | 5-Gang-Schaltgetriebe                                              | 6-Gang-Schaltgetriebe                                              | 6-Gang-Schaltgetriebe                                              |
| Getriebeart, optional                       | 7-Gang-DSG (DQ200)                                                 | 7-Gang-DSG (DQ200)                                                 | 6-Gang-DSG (DQ250)                                                 | 6-Gang-DSG (DQ250)                                                 |
| Leergewicht                                 | 1392–1415 kg                                                       | 1395–1415 kg                                                       | 1411–1441 kg                                                       | 1425–1448 kg                                                       |
| maximale Zuladung                           | 580–593 kg                                                         | 590 kg                                                             | 604 kg                                                             | 583–590 kg                                                         |
| Beschleunigung 0–100 km/h                   | 11,7 s                                                             | 11 s                                                               | 9,5 s                                                              | 8,9 s                                                              |
| Höchstgeschwindigkeit                       | 190 km/h                                                           | 197 km/h                                                           | 208–210 km/h                                                       | 218–220 km/h                                                       |
| Kraftstoffverbrauch auf 100 km (kombiniert) | 4,2–4,7 l Diesel                                                   | 4,0–4,2 l Diesel                                                   | 4,8–5,3 l Diesel                                                   | 4,2–4,5 l Diesel                                                   |
| CO2-Emission, kombiniert                    | 109–123 g/km                                                       | 105–109 g/km                                                       | 126–138 g/km                                                       | 109–120 g/km                                                       |
| Abgasnorm nach EU-Klassifikation            | Euro 5                                                             | Euro 6                                                             | Euro 5                                                             | Euro 6                                                             |

### Hybrid
|                                              | 1.4 TSI Hybrid                                                                    |
| -------------------------------------------- | --------------------------------------------------------------------------------- |
| Bauzeitraum                                  | 07/2013–05/2016                                                                   |
| Motorbaureihe                                | VW EA211                                                                          |
| Motorkennbuchstabe                           | CRJA                                                                              |
| Motortyp                                     | Vierzylinder-Ottomotor in Reihen-Bauart, Benzindirekteinspritzung                 |
| Motoraufladung                               | Turbolader                                                                        |
| Hubraum                                      | 1395 cm³                                                                          |
| max. Leistung bei min−1                      | 125 kW (170 PS)/6000 (kurzzeitig) 110 kW (150 PS)/6000 + E-Antrieb: 20 kW (27 PS) |
| max. Drehmoment bei min−1                    | 250 Nm/1600–3500                                                                  |
| Antriebsart, serienmäßig                     | Vorderradantrieb                                                                  |
| Getriebeart, serienmäßig                     | 7-Gang-DSG (DQ200e)                                                               |
| Getriebeart, optional                        | –                                                                                 |
| Leergewicht                                  | 1505 kg                                                                           |
| maximale Zuladung                            | 590 kg                                                                            |
| Beschleunigung 0–100 km/h                    | 8,6 s                                                                             |
| Höchstgeschwindigkeit                        | 210 km/h                                                                          |
| Kraftstoffverbrauch auf 100 km (kombiniert)  | 4,1 l Super                                                                       |
| CO2-Emission, kombiniert                     | 95 g/km                                                                           |
| Abgasnorm nach EU-Klassifikation             | Euro 6                                                                            |
| Hybridakkukapazität (Lithium-Ionen-Batterie) | 1,1 kWh                                                                           |